# Гетто в Старых Дорогах
Гетто в Стары́х Доро́гах (июль 1941 — 19 января 1942) — еврейское гетто, место принудительного переселения евреев города Старые Дороги Минской области и близлежащих населённых пунктов в процессе преследования и уничтожения евреев во время оккупации территории Белоруссии войсками нацистской Германии в период Второй мировой войны.

## Оккупация Старых Дорог и создание гетто
В городе Старые Дороги к началу войны евреи составляли 28 % жителей — более 1000 человек. Город был захвачен немецкими войсками 28 июня 1941 года, и оккупация длилась до 28 июня 1944 года.
Большинство евреев не осознавало грозящей опасности и не эвакуировалось. Спастись успели только те, кто до 26 июня смог добраться до ближайшей железнодорожной станции в Осиповичах. Часть евреев, решившихся уходить на восток, были вынуждены вернуться, так как оказались в окружении.
Вскоре после оккупации немцы, реализуя нацистскую программу уничтожения евреев, организовали в городе гетто, согнав в него всех евреев города и близлежащих деревень (около 750 человек), за исключением только семей портного и сапожника, которым некоторое время позволили жить в своих домах.

## Условия в гетто
Гетто в Старых Дорогах занимало территорию, ограниченную улицами Горького, Свердлова, Урицкого и Кирова.
Гетто не было огорожено, но круглосуточно патрулировалось по периметру немецкими патрулями. Покидать гетто запрещалось, но ночью евреи пытались выходить, чтобы обменять вещи на продукты.

## Уничтожение гетто
6 августа 1941 года часть узников вывезли в урочище Кошарка за военным городком к заранее выкопанной яме и расстреляли из пулеметов. Часть людей закопали ещё живыми.
Во время одной из «акций» (таким эвфемизмом нацисты называли организованные ими массовые убийства) группу евреев, включая женщин и детей, немцы заставили раздеться догола, загнали в реку с криками: «Выкупайся, грязная жидовня!» и расстреляли в воде.
19 января 1942 года немецкий карательный отряд вместе с белорусскими полицейскими погнал 800 узников по дороге Бобруйск-Слуцк ко рву около военного городка — в том же урочище Кошарка, рядом с первой ямой, по другую сторону шоссе. Обреченных людей раздели на морозе и расстреляли. В этих же местах впоследствии расстреливали и нееврейское население Старых Дорог.
Также в Старые Дороги вывозили на расстрел и часть евреев из местечка Паськова Горка.

## Случаи спасения
Врача Шапелко, который скрывал в больнице двух евреек, немцы повесили, а этих женщин убили. За помощь евреям были замучены агроном Кунбин и Анна Королева.
Спаслись только несколько десятков молодых евреев, которые смогли уйти из города до ликвидации гетто и присоединиться к партизанам.

## Организаторы и исполнители убийств
Начальником полиции Старых Дорог был назначен Субцельный.
Когда евреев летом 1941 года гнали в гетто, то их имущество, которое они несли с собой, отнимал полицейский Саша Крамков. Он пережил войну, но после неё уехал из Старых Дорог, так как боялся возмездия.
Когда из колонны евреев, которых вели на расстрел, мать попыталась отдать 4-летнего сына Гарика, полицейский Харевич вырвал ребёнка и сильно ударил забравшую его женщину. Несколько евреев спрятались под крыльцом своего дома, но тот же Харевич вытащил их оттуда и загнал к остальным. Харевич принимал и личное участие в расстрелах, но после войны он отсидел присужденный срок и вернулся к семье.

## Память
Всего в гетто Старых Дорог были убиты около 1500 евреев. Опубликованы неполные списки убитых в Старых Дорогах евреев. Неполные списки узников гетто в Старых Дорогах находятся в архиве КГБ Беларуси и в Госархиве Минской области.
Памятники жертвам геноцида евреев установлены в Старых Дорогах на еврейском кладбище. Старое еврейское кладбище находилось за нынешней улицей Карла Маркса и было снесено в 1963—1964 годах. Часть надгробных камней родственники перенесли на новое кладбище, расположенное на улице Московская. На новом кладбище частично перезахоронили евреев Старых Дорог, перенеся их прах с мест расстрелов. На этом кладбище в 1975 году на местах перезахоронения евреев были открыты два памятника.
Один памятник представляет собой высокую стелу с надписью без упоминания о евреях: «Жертвам фашизма, жителям города Старые Дороги, погибшим в годы Великой Отечественной войны 1941—1945 гг. Память родных и друзей. 1975 г. Люди, мы любили жизнь и Родину и вас, дорогие. Помните нас во имя жизни, во имя будущего». Памятник был установлен на деньги выходца из Старых Дорог Зиновия Ефимовича Лифшица
Второй памятник выполнен в виде пятиугольника с надписью: «Здесь похоронены жертвы фашизма, погибшие в августе 1941 г. Лившиц И. Х., Гитерман О., Озик И.Л, Гитерман Л. О., Пукель Д. И. и останки 800 узников гетто, погибших 19 января 1942 года. Память родных и земляков». Он был возведен на деньги евреев Старых Дорог.
На одном из мест расстрелов евреев и неевреев, возле военного городка в урочище Кошарка, в 1995 году местные власти установили памятник «Жертвам фашизма» или «Реквием».